# Římskokatolická farnost – děkanství Černilov
Římskokatolická farnost – děkanství Černilov je územním společenstvím římských katolíků v rámci královéhradeckého vikariátu královéhradecké diecéze.

## O farnosti

### Historie
První zmínka o duchovní správě v Černilově je z roku 1271. Místní farnost později spravovali utrakvisté. Katolická duchovní správa byla obnovena až v roce 1643, následně však zanikla. Černilov se stal filiálkou farnosti Holohlavy. Farnost byla opětovně osamostatněna v roce 1718. Roku 1752 pak začala stavba nového kostela, zasvěceného Nalezení svatého Štěpána. Roku 1880 kostel vyhořel, záhy byl však obnoven.

#### Přehled duchovních správců
- 1718-1719 František Hrubovský
- 1719-1723 Jindřich Demeur
- 1751 Jindřich Hanzelius
- 1751-1769 Jan František Nejedlý
- 1769-1794 Josef Knobloch
- 1794-1826 Jan Nepomuk Teichel
- 1827-1847 Jan Kurka
- 1847-1848 František Holešovský
- 1848-1849 Josef Valášek
- 1849-1864 Václav Stránský
- 1865-1866 Josef Hodek
- 1867-1885 Antonín Citta
- 1885-1893 Antonín Čižinský
- 1893-1894 Jaroslav Horák
- 1894-1912 Jan František Seidl (1. děkan)
- 1912-1913 František Frydrych (administrátor ad interim)
- 1913-1937 Josef Unger (2. děkan)
- 1937-1938 František Česenek (administrátor ad interim)
- 1938-1953 Josef Vacek (3. děkan)
- 1953-1972 Josef Krám (4. děkan)
- 1972-1997 Václav Černý (5. děkan)
- 1997-2022 Stanislav Jílek (1997-2008 jako administrátor, od 1. 2. 2008 jako 6. děkan)
- 2022-dosud Zdeněk Novák (administrátor excurrendo ze Třebechovic pod Orebem)[1]

### Současnost
Farnost nemá sídelního duchovního správce, je spravovaná excurrendo z farnosti Třebechovice pod Orebem. Na farnosti však bydlí výpomocný duchovní Mgr. Viliam Vágner.
| Kostel                                   | Místo    | Bohoslužba                              | Bohoslužba                                           | Poznámka     |
| ---------------------------------------- | -------- | --------------------------------------- | ---------------------------------------------------- | ------------ |
| Děkanský kostel Nalezení svatého Štěpána | Černilov | neděle středa                           | 08.00 18.00                                          | farní kostel |
| Kaple Narození svatého Jana Křtitele     | Výrava   | poslední pondělí v měsíci každé pondělí | 17.00 v zimě, 18.00 v létě 18.00 (v květnu a červnu) | kaple        |